# Miljakovci
Miljakovci (szerbül: Миљаковци), falu Bosznia-Hercegovinában, Bosanska krajina területén, Prijedor községben, a Szerb Köztársaságban. 

## Fekvése
Bosznia-Hercegovina északnyugati részén, Banja Lukától légvonalban 41, közúton 61 km-re északnyugatra, községközpontjától légvonalban 6, közúton 7 km-re délre, 170 – 250 méteres tengerszint feletti magasságban, a Szana folyótól keletre elterülő dombos területen fekszik. Több településrészből áll. 

## Népessége
| Nemzetiségi csoport | Népesség 1991 | Népesség 2013 |
| ------------------- | ------------- | ------------- |
| Szerb               | 534           | 424           |
| Bosnyák             | 57            | 11            |
| Horvát              | 13            | 5             |
| Jugoszláv           | 5             | 0             |
| Egyéb               | 19            | 2             |
| Összesen            | 628           | 444           |

## Története
A település 1878-ig tartozott az Oszmán Birodalomhoz, ekkor a berlini kongresszus határozata alapján az Osztrák-Magyar Monarchia része lett. 1879-ben az első osztrák-magyar népszámlálás során a Prijedori járáshoz, és Prijedor községhez tartozó településnek 45 háztartása és 305 ortodox lakosa volt. 1910-ben a községben 121 háztartást 507 ortodox szerb, 158 muszlim és 29 görög katolikus lakost találtak. A monarchia szétesésével 1918-ban előbb a Szerb-Horvát-Szlovén Királyság, majd 1929-től a Jugoszláv Királyság része. 1921-ben a községnek 110 háztartása és 673 lakosa volt. Jugoszlávia megszállása után a falu a Független Horvát Állam (NDH) része lett. 
1945-től a település a szocialista Jugoszlávia része volt. A boszniai háború idején a település a Boszniai Szerb Köztársasághoz tartozott. A daytoni békeszerződést követő területfelosztásnál a település Prijedor község részeként a Szerb Köztársaság területéhez került.